# Distretto di Meherpur
Il distretto di Meherpur è un distretto del Bangladesh situato nella divisione di Khulna. Si estende su una superficie di 716,08 km² e conta una popolazione di 655.392 abitanti (dato censimento 2011).

## Suddivisioni amministrative
Il distretto si suddivide nei seguenti sottodistretti (upazila):
- Gangni
- Meherpur Sadar
- Mujibnagar